# Рејма (Колорадо)
Рејма (енгл. Ramah) град је у америчкој савезној држави Колорадо.

## Демографија
По попису из 2010. године број становника је 123, што је 6 (5,1%) становника више него 2000. године.
| Група             | 2000.       | 2010.       |
| Белци             | 100 (85,5%) | 106 (86,2%) |
| Афроамериканци    | 1 (0,9%)    | 0 (0,0%)    |
| Азијати           | 0 (0,0%)    | 0 (0,0%)    |
| Хиспаноамериканци | 10 (8,5%)   | 15 (12,2%)  |
| Укупно            | 117         | 123         |